# Campionato Sammarinese 2022-2023
Il Campionato Sammarinese 2022-2023 è stata la 38ª edizione del campionato di calcio di San Marino, iniziata il 2 settembre 2022, è terminata il 23 aprile 2023. Il Tre Penne ha conquistato il titolo per la quinta volta nella sua storia.

## Stagione

### Formula
Il campionato si divide in due fasi: nella prima fase, le 15 squadre partecipanti si affrontano in un unico girone in gare di andata e ritorno, per un totale di 28 giornate. Le prime 11 squadre vengono ammesse alla fase finale, mentre la prima classificata sarà decretata campione di San Marino. La fase finale prevede un turno preliminare nel quale le squadre classificate dalla 8ª alla 11ª posizione si sfidano in gara secca per decretare chi passerà ai quarti di finale. Le prime sei classificate accedono direttamente ai quarti di finale. La fase a eliminazione diretta prevede gare di andata e ritorno, ad eccezione di finale 4º-5º posto e 2º-3º posto.

## Le squadre
Nel Campionato Sammarinese 2022-2023 giocano tutte le quindici squadre di calcio sammarinesi.
Le squadre presenti in campionato sono:
| Squadra        | Castello            |
| -------------- | ------------------- |
| Cailungo       | Borgo Maggiore      |
| Cosmos         | Serravalle          |
| Domagnano      | Domagnano           |
| Faetano        | Faetano             |
| Fiorentino     | Fiorentino          |
| Folgore        | Serravalle          |
| Juvenes/Dogana | Serravalle          |
| La Fiorita     | Montegiardino       |
| Libertas       | Borgo Maggiore      |
| Murata         | Città di San Marino |
| Pennarossa     | Chiesanuova         |
| San Giovanni   | Borgo Maggiore      |
| Tre Fiori      | Fiorentino          |
| Tre Penne      | Città di San Marino |
| Virtus         | Acquaviva           |

## Allenatori
| Squadra          | Allenatore                                             |
| ---------------- | ------------------------------------------------------ |
| Cailungo         | Cristian Protti                                        |
| Cosmos           | Nicola Berardi                                         |
| Domagnano        | Simone Amadori                                         |
| Faetano          | Danilo Girolomoni                                      |
| Fiorentino       | Enrico Malandri                                        |
| Folgore/Falciano | Omar Lepri                                             |
| Juvenes/Dogana   | Manuel Amati                                           |
| La Fiorita       | Oscar Lasagni (1ª-13ª) Thomas Manfredini (14ª-30ª)     |
| Libertas         | Gabriele Cardini (1ª-10ª) Floriano Sperindio (11ª-30ª) |
| Murata           | Roberto Sarti (1ª-13ª) Giuseppe Angelini (14ª-30ª)     |
| Pennarossa       | Andrea Farabegoli (1ª-11ª) Massimo Gori (12ª-30ª)      |
| San Giovanni     | Marco Tognacci                                         |
| Tre Fiori        | Andy Selva                                             |
| Tre Penne        | Stefano Ceci                                           |
| Virtus           | Luigi Bizzotto                                         |

## Stagione regolare

### Classifica finale
|       | Pos. | Squadra        | Pt | G  | V  | N  | P  | GF | GS | DR  |
| ----- | ---- | -------------- | -- | -- | -- | -- | -- | -- | -- | --- |
|       | 1.   | Tre Penne      | 68 | 28 | 21 | 5  | 2  | 60 | 19 | +41 |
|       | 2.   | Cosmos         | 67 | 28 | 20 | 7  | 1  | 64 | 13 | +51 |
|       | 3.   | La Fiorita     | 60 | 28 | 18 | 6  | 4  | 41 | 17 | +24 |
| [ 1 ] | 4.   | Virtus         | 57 | 28 | 16 | 9  | 3  | 53 | 25 | +28 |
|       | 5.   | Tre Fiori      | 56 | 28 | 17 | 5  | 6  | 45 | 21 | +24 |
|       | 6.   | Libertas       | 47 | 28 | 12 | 11 | 5  | 49 | 33 | +16 |
|       | 7.   | Folgore        | 31 | 28 | 9  | 4  | 15 | 32 | 49 | -17 |
|       | 8.   | Murata         | 30 | 28 | 9  | 3  | 16 | 41 | 57 | -16 |
|       | 9.   | Juvenes/Dogana | 29 | 28 | 8  | 5  | 15 | 40 | 46 | -6  |
|       | 10.  | Domagnano      | 26 | 28 | 6  | 8  | 14 | 36 | 48 | -12 |
|       | 11.  | Faetano        | 25 | 28 | 7  | 4  | 17 | 35 | 63 | -28 |
|       | 12.  | Pennarossa     | 25 | 28 | 7  | 4  | 17 | 39 | 57 | -18 |
|       | 13.  | Fiorentino     | 23 | 28 | 5  | 8  | 15 | 37 | 58 | -21 |
|       | 14.  | San Giovanni   | 23 | 28 | 6  | 5  | 17 | 28 | 54 | -26 |
|       | 15.  | Cailungo       | 18 | 28 | 4  | 6  | 18 | 29 | 69 | -40 |

      Campione di San Marino e ammessa al turno preliminare di UEFA Champions League 2023-2024.
      Ammesse al primo turno di qualificazione UEFA Europa Conference League 2023-2024.
      Ammesse alla Fase finale
      Ammesse al Turno preliminare

### Risultati
|                  | Cai | Cos | Dom | Fae | Fio | Fol | Juv | LaF | Lib | Mur | Pen | SaG | TFi | TPe | Vir |
| ---------------- | --- | --- | --- | --- | --- | --- | --- | --- | --- | --- | --- | --- | --- | --- | --- |
| Cailungo         |     | 0-0 | 0-0 | 5-2 | 2-2 | 2-4 | 1-6 | 0-1 | 1-2 | 4-1 | 2-1 | 0-3 | 0-3 | 0-2 | 1-3 |
| Cosmos           | 5-1 |     | 2-0 | 4-0 | 4-0 | 5-0 | 4-0 | 1-1 | 1-0 | 4-1 | 1-0 | 4-0 | 1-1 | 1-0 | 1-1 |
| Domagnano        | 3-0 | 1-2 |     | 2-3 | 1-1 | 2-1 | 1-3 | 0-1 | 1-1 | 2-2 | 0-1 | 3-0 | 1-3 | 1-2 | 1-2 |
| Faetano          | 3-0 | 0-2 | 1-4 |     | 0-2 | 0-3 | 3-3 | 0-3 | 1-3 | 2-5 | 2-1 | 0-1 | 1-2 | 0-2 | 2-2 |
| Fiorentino       | 6-0 | 0-1 | 0-0 | 2-5 |     | 1-1 | 0-4 | 0-1 | 3-2 | 1-0 | 2-5 | 1-3 | 0-3 | 1-5 | 1-2 |
| Folgore/Falciano | 4-1 | 0-4 | 0-2 | 0-0 | 1-0 |     | 1-2 | 0-1 | 2-3 | 4-1 | 2-1 | 1-2 | 0-2 | 0-4 | 1-1 |
| Juvenes/Dogana   | 0-2 | 0-2 | 1-1 | 2-2 | 1-2 | 2-0 |     | 0-1 | 0-3 | 0-2 | 3-1 | 1-2 | 0-1 | 0-1 | 1-3 |
| La Fiorita       | 2-0 | 2-0 | 2-3 | 4-0 | 3-1 | 2-0 | 1-0 |     | 1-0 | 2-0 | 2-0 | 2-2 | 1-0 | 0-1 | 0-1 |
| Libertas         | 1-1 | 1-1 | 3-0 | 2-1 | 3-3 | 0-0 | 2-1 | 1-1 |     | 0-0 | 3-3 | 1-0 | 0-0 | 0-1 | 2-2 |
| Murata           | 2-1 | 2-3 | 5-1 | 0-2 | 2-1 | 0-2 | 2-2 | 1-2 | 2-3 |     | 2-4 | 3-1 | 0-1 | 1-4 | 1-2 |
| Pennarossa       | 3-0 | 0-4 | 2-2 | 0-2 | 1-1 | 4-0 | 1-4 | 1-2 | 0-7 | 2-3 |     | 4-0 | 0-1 | 1-4 | 1-3 |
| San Giovanni     | 1-1 | 0-3 | 1-1 | 0-2 | 4-3 | 2-3 | 0-1 | 1-1 | 1-3 | 0-2 | 1-1 |     | 0-2 | 2-3 | 0-2 |
| Tre Fiori        | 2-2 | 0-2 | 2-1 | 4-0 | 2-1 | 2-0 | 4-1 | 1-1 | 1-2 | 0-1 | 2-0 | 1-0 |     | 1-2 | 1-1 |
| Tre Penne        | 3-0 | 2-2 | 2-0 | 2-0 | 1-1 | 1-2 | 2-2 | 1-1 | 4-0 | 2-0 | 2-0 | 3-1 | 2-1 |     | 2-1 |
| Virtus           | 4-2 | 0-0 | 5-2 | 3-1 | 1-1 | 2-0 | 1-0 | 2-0 | 1-1 | 5-0 | 0-1 | 2-0 | 1-2 | 0-0 |     |

## Turno preliminare
In caso di parità dopo i tempi supplementari passa il turno la squadra meglio classificata durante la stagione regolare.
|                | Risultati |           | Luogo e data               |
| -------------- | --------- | --------- | -------------------------- |
| Murata         | 0-1       | Faetano   | Acquaviva, 26 aprile 2023  |
| Juvenes/Dogana | 3-2       | Domagnano | Montecchio, 26 aprile 2023 |
|                |           |           |                            |

## Fase finale

### Quarti di finale
|                | Risultati |                | Luogo e data               |
| -------------- | --------- | -------------- | -------------------------- |
| Libertas       | 2-1       | Tre Fiori      | Domagnano, 29 aprile 2023  |
| Tre Fiori      | 1-1       | Libertas       | Fiorentino, 3 maggio 2023  |
|                |           |                |                            |
| Virtus         | 1-1       | Folgore        | Montecchio, 29 aprile 2023 |
| Folgore        | 1-1       | Virtus         | Dogana, 3 maggio 2023      |
|                |           |                |                            |
| Cosmos         | 4-1       | Faetano        | Dogana, 30 aprile 2023     |
| Faetano        | 0-3       | Cosmos         | Montecchio, 3 maggio 2023  |
|                |           |                |                            |
| La Fiorita     | 2-0       | Juvenes/Dogana | Montecchio, 30 aprile 2023 |
| Juvenes/Dogana | 0-3       | La Fiorita     | Acquaviva, 3 maggio 2023   |
|                |           |                |                            |

### Semifinali
|            | Risultati |            | Luogo e data              |
| ---------- | --------- | ---------- | ------------------------- |
| Cosmos     | 2-0       | Libertas   | Montecchio, 6 maggio 2023 |
| Libertas   | 0-1       | Cosmos     | Acquaviva, 14 maggio 2023 |
|            |           |            |                           |
| Virtus     | 0-0       | La Fiorita | Montecchio, 7 maggio 2023 |
| La Fiorita | 2-1       | Virtus     | Acquaviva, 13 maggio 2023 |
|            |           |            |                           |

### Finale 4º-5º posto
|          | Risultati |        | Luogo e data               |
| -------- | --------- | ------ | -------------------------- |
| Libertas | 1-2       | Virtus | Montecchio, 19 maggio 2023 |

### Finale 2º-3º posto
|        | Risultati |            | Luogo e data               |
| ------ | --------- | ---------- | -------------------------- |
| Cosmos | 2-1       | La Fiorita | Montecchio, 20 maggio 2023 |

## Verdetti
Tre Penne campione di San Marino 2022-2023 e qualificata al turno preliminare di UEFA Champions League 2023-2024.
 Cosmos e La Fiorita qualificate al primo turno di qualificazione di UEFA Europa Conference League 2023-2024.